# 藍于洺
藍于洺（1988年7月14日—），家鄉宜蘭，父親是宜蘭縣羅東鎮的一名中醫師。目前為TVBS新聞台記者兼主播。

## 簡歷
- 大學時期擔任親善大使社長，國慶服務金帥隊長，2010年獲得文化大學舉辦華岡主播賽第一名、2012年獲得壹電視主播比賽亞軍。畢業後抽中海軍陸戰隊，隨後前往海軍儀隊服役。軍旅生涯擔任操槍手，和101年國慶、元旦司儀官，擔任司儀官更創下史上唯一一位義務役士兵，榮任司儀官重責。退伍後進入TVBS新聞台任職。

## 曾任
- 大學曾任桃園北健地方電視台實習記者、中央社全球中央校園記者、緯來體育台實習記者。
- 服役海軍儀隊時期，曾擔任101年國慶大典三軍儀隊司儀官，隔年擔任102年府前元旦大典三軍儀隊司儀官，為隊史上首次有義務役士兵擔任儀隊國慶大典司儀官任務
- 2014年加入TVBS新聞部，前後任地方組記者、生活組記者，專題組記者，兼任主播。
- TVBS於2014年6月28號轉播世界盃足球賽，藍于洺擔任新聞賽事撰寫，獨特熱血嗓音獲得網友關注，TVBS世足賽新聞創下高收視率，曾任104年UBA大專籃球聯賽主播。現今負責體育新聞和賽事項目。
- 曾任2016年TVBS里約森巴會，里約奧運特別報導主播。
- 2017年3月6號，前往韓國首爾採訪第四屆世界棒球經典賽，以及南韓前總統朴槿惠罷免案。
- 2017年11月，前往日本東京採訪2017年亞洲職棒冠軍爭霸賽
- 2018年2月，採訪韓國平昌冬季奧運會，擔任節目主持人和新聞製作
- 2018年6月，負責TVBS俄羅斯世界盃足球賽新聞賽事撰寫
- 2018年8月，前往印尼雅加達，採訪雅加達亞運賽事
- 2018年9月，前往東京奧運首屆媒體籌備會，採訪賽事場地，橫濱棒球場、周邊交通設施
- 2019年7月，前往札幌巨蛋專訪旅日選手王柏融，採訪賽事場地、周邊交通設施，以及2023年日本火腿隊新主場北海道球館
- 2019年11月， 前往日本東京採訪世界棒球十二強
- 2020年7月，轉任TVBS專題組記者，製作十點不一樣，世界翻轉中新聞，同步身兼新聞主播播報工作。
- 2020年7月，製作東京奧運專題運動菁英耀東京系列新聞，多次獨家採訪多位奧運選手 郭婞淳、李智凱、劉威廷等人。
- 2022年5月，在TVBS國際+，擔任體育節目大運動場主持人
- 2022年1月起，在大專體總，擔任各項體育賽事轉播主播，包含大專籃球聯賽UBA、大專足球聯賽UFA
- 2023年2月20至2月22日，前往日本北海道廣島市，採訪日本火腿鬥士新主場ES CON Field Hokkaido，為全台灣第一家媒體，獲准進入採訪拍攝的文字記者。
- 2023年2月23至2月27日，前往日本宮崎縣，採訪日本武士隊宮崎第一階段經典賽集訓，獨家專訪到達比修有，村上宗隆 ，佐佐木朗希，伊藤大海，TVBS為全台灣唯一一家媒體，隨隊拍攝日本武士隊的單位。
- 2023年3月14至3月17日，前往日本東京巨蛋，採訪日本武士隊宮崎經典賽複賽賽程，獨家專訪到達比修有，大谷翔平 ，佐佐木朗希，TVBS為全台灣唯一一家媒體，隨隊拍攝日本武士隊的單位。
- 2023年7月26至8月9日，前往中國成都，採訪世界大學運動會，深入採訪成都世大運多則賽事。
- 2023年9月21至10月9日，前往中國杭州，採訪亞洲運動會，身兼採訪團隊組長，帶領四組八人團隊，完成杭州亞運多則賽事轉播。
- 2024年7月23至8月12日，前往法國巴黎，採訪奧林匹克運動會，深入採訪巴黎奧運多則賽事。
- 2024年10月26至11月3日，前往韓國首爾，採訪韓國國家棒球代表隊，深入採訪金倒永、郭彬等多名韓國知名投手。
- 2024年11月14至11月25日，前往日本東京，採訪世界棒球12強，深入採訪多則賽事
- 2025年3月14至3月20日，前往日本東京，採訪大聯盟東京海外賽，跟隨洛杉磯道奇隊和芝加哥小熊隊，訪問大谷翔平、山本由伸、佐佐木朗希、今永昇太、鈴木誠也等多名日籍球星。
- 2025年7月14至7月28日，前往德國魯爾萊茵，採訪世界大學運動會，深入採訪萊茵-魯爾世大運多則賽事